# آرامگاه خاندان دارابی
آرامگاه خاندان دارابی (۲) مربوط به دوره قاجار است و در شهرستان کمیجان، بخش مرکزی، دهستان اسفندان، روستای وفس، محله میان داران واقع شده و این اثر در تاریخ ۱۸ اسفند ۱۳۸۷ با شمارهٔ ثبت ۲۵۰۴۱ به‌عنوان یکی از آثار ملی ایران به ثبت رسیده است همچنان خاندان دارابی در حال زندگی در وفس میباشند.
از نوادگان خاندان دارابی میتوان به هادی دارابی (ساکن وفس)طاهر دارابی (ساکن تهران) هوشنگ دارابی و.....نام برد در مرحله بعدی شجره نامه خاندان دارابی را برای علاقه مندان بارگزاری مینمایم. 